# 松平頼道
松平 頼道（まつだいら よりみち）は、江戸時代前期から中期にかけての大名。常陸国宍戸藩2代藩主。官位は従五位下・筑後守。

## 生涯
水戸藩主徳川頼房の六男松平頼利の長男として誕生。母は上杉憲国の娘伽治。
貞享4年（1687年）8月、先代藩主で叔父の頼雄に嗣子が無かったため、その養嗣子となり、元禄10年（1697年）に頼雄の死去により跡を継ぐ。享保6年（1721年）6月3日に65歳で死去し、跡を長男・頼慶が継いだ。法号は住禅院殿定誉諦真道鏡大居士。墓所は茨城県常陸太田市の瑞龍山。

## 系譜
- 正室：於愛 - 鈴木重政娘
  - 長女：八十 - 徳川綱條養女
  - 次女：千代
  - 長男：頼慶
  - 三女：染 - 白井信胤養女
- 側室：某氏
  - 次男：次郎
- 側室：林氏
  - 三男：豊後